# Filipa Sousa
Filipa Alexandra Nunes Alves de Sousa, nota semplicemente come Filipa Sousa (Albufeira, 2 marzo 1985), è una cantante portoghese.
Dopo aver vinto il Festival da Canção 2012, ha rappresentato il Portogallo all'Eurovision Song Contest 2012 di Baku con il brano Vida minha, classificandosi 13ª nella seconda semifinale.

## Biografia
Nata ad Albufeira, nell'Algarve, cominciò già a 6 anni a mostrare una predilezione per la musica, entrando nel conservatorio cittadino all'età di 12 anni. In conservatorio studiò canto e pianoforte, iniziando a partecipare a festival e programmi televisivi musicali in Portogallo, e appassionandosi via via al fado, un genere di musica popolare portoghese. A causa di questo suo talento fu invitata spesso a cantare per le comunità portoghesi presenti in altri paesi (Germania, Lussemburgo, Belgio, Canada)
Nel 2003 si unì al gruppo Al-Mouraira, con cui visitò diverse regioni portoghesi, la Spagna e il Marocco, prendendo parte anche a diversi show televisivi. Nello stesso anno partecipò alle audizioni per la seconda edizione dell'Operação Triunfo, senza rientrare tra i 15 partecipanti finali.
Nel 2007 tentò nuovamente la sorte per l'OT, riuscendo a partecipare al programma e guadagnando un discreto riconoscimento da parte del pubblico portoghese e l'anno successivo vinse la Grande Noite de Fado di Algarve, ospitata dalla città di Loulé.
Nel 2009 lasciò il gruppo Al-Mouraira, continuando la sua carriera da solista.
Nel 2012 prese parte per la prima volta al Festival da Canção, metodo di selezione nazionale adottato dal Portogallo per scegliere il proprio rappresentante all'Eurovision Song Contest, che vinse con la canzone fado Vida minha. In seguito alla vittoria, rappresentò il proprio paese all'Eurovision Song Contest 2012, esibendosi 6ª nella seconda semifinale e classificandosi 13ª con 39 punti e non qualificandosi per la finale dell'evento.

## Discografia

### Al-Mouraira
- 2006 - Em Tudo Na Vida Há Fado

### Da solista
- 2012 - Vida minha
- 2012 - Sunset Lovers (con Christian F e Gonzalez)